# Rose Leon

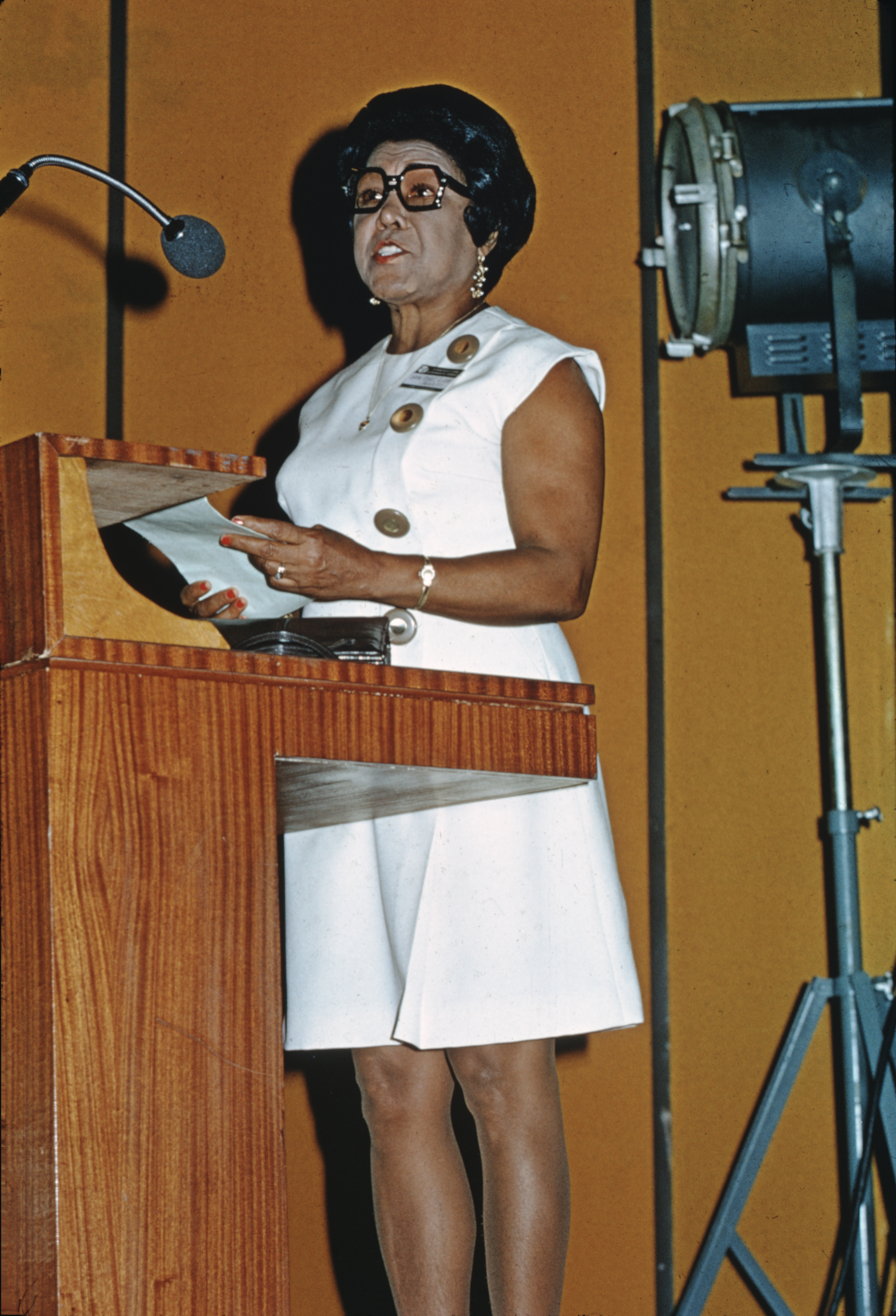
Hoa hồng Agatha Leon, 1975

Rose Agatha Leon (20 tháng 10 năm 1913 - 16 tháng 8 năm 1999) là một nữ doanh nhân và chính trị gia người Jamaica. Vào tháng 8 năm 1999, bà bị giết trong nhà.

## Tiểu sử

### Chính trị
Năm 1948, bà trở thành người phụ nữ đầu tiên chủ trì một đảng chính trị quốc gia, Đảng Lao động Jamaica, giữ vị trí đó trong 12 năm. Năm 1949, bà được bầu vào nhà của các đại diện, và năm 1953 được bổ nhiệm làm bộ trưởng bộ y tế và phúc lợi xã hội. Năm 1960, cô rời JLP do không có sự hỗ trợ cho Liên bang Tây Ấn. Ngay sau đó, cô đổi phe và gia nhập Đảng Quốc gia Nhân dân, trở lại nổi bật vào cuối những năm 1960 với tư cách là ủy viên hội đồng địa phương, và năm 1971 là phó thị trưởng Kingston. Từ năm 1972-76, bà là Bộ trưởng Chính quyền Địa phương trong chính quyền Manley.

### Kinh doanh mỹ phẩm
Trở về Jamaica sau khi học ngành hóa ở Mỹ, cô thành lập Trường Văn hóa sắc đẹp Leon cùng chồng. Cô tiên phong cho một dòng sản phẩm làm đẹp được sản xuất tại địa phương, cung cấp một sự thay thế cho hàng nhập khẩu. Cho đến khi cô qua đời, Leon đã dạy ở trường.